# Запам'ятай (Доктор Хаус)
Запам'ятай (англ. You Must Remember This) — дванадцята серія сьомого сезону американського серіалу «Доктор Хаус». Вперше була показана на каналі FOX 14 лютого 2011 року.
Офіціантка з ідеальною пам'яттю отримує тимчасовий параліч, старша сестра відвідує її в лікарні, але тоді у неї починається стрес і з'являються ускладнення. Тим часом Форман змушений допомагати Таубу підготуватися до іспиту на профпридатність, а Хаус, вирішуючи допомогти Вілсону повернутися до знайомств, виявляє його нову супутницю.

## Сюжет
Офіціантка згадує клієнтку, яка приходила в кафе раніше. Коли вона згадує точну дату минулої зустрічі, її чоловік розуміє, що вона йому зраджувала. Однак коли офіціантка відходить від столу, вона втрачає рівновагу і падає. Коли відвідувачі ресторану приходять перевірити, чи з нею все гаразд, вона скаржиться, що не може рухати ногами, на яких є рвані рани.
Хаус починає говорити про два випадки — офіціантка, яка має тимчасовий параліч, високий рівень креатинкінази та ідеальну пам'ять — гіпертимезію — ідеальні спогади кожного моменту кожного дня з періоду статевого дозрівання. Форман не вважає, що проблеми з пам'яттю є симптомом — хвороби руйнують пам'ять, вони не покращують її. Він вважає, що це токсин. Хаус замовляє обстеження її будинку та її детальну історію хвороби. Потім він переходить до другої справи — Тауб провалив повторний іспит з патології, і йому загрожує втрата лікарської ліцензії. Тауб каже, що нічого страшного — він одужував від грипу, а через тиждень у нього запланований повторний іспит. Однак Кадді про це хвилюється, і Хаус пропонує репетитора. Тауб вибирає Формана, і Хаус вважає, що Тауб хвилюється більше, ніж він видає.
Хаус йде до Вілсона, щоб запросити його випити, але Вілсон каже, що він зайнятий. Однак Хаус випадково почув, як пацієнт клініки запитав Вілсона про «Сару». Вілсон каже, що це внучка пацієнта і що вона хвора на деменцію. Потім він каже Хаусу, що надто зайнятий, щоб піти випити після роботи. Хаус запитує Кадді, хто така Сара, але вона каже, що її комп'ютер зламався, і вона втратила свою базу даних знайомих Вілсона. Хаус вважає, що вони з Вілсоном брешуть.
Поки Форман і Тауб проводять обстеження будинку пацієнта, Форман починає його розпитувати, але Тауб каже йому, що йому не потрібна допомога. Тауб припускає, що він може зрадити. Форман знаходить проносні засоби.
Форман і Тауб повертаються, але Хауса немає в офісі. Вони дзвонять йому, і Хаус зайнятий обшуком автомобіля Вілсона. Вони кажуть йому, що у пацієнта, швидше за все, отруєння магнієм через проносні засоби. Хаус думає, що знайшов марихуану в машині Вілсона, але це щось інше, і Хаус виглядає дуже стурбованим. Він також знаходить кілька шприців. Він відмовляється від ідеї про отруєння магнезією, тому що пульс і артеріальний тиск у пацієнта нормальні. Йому цікаво, що задумали Чейз і Мастерс.
Чейз проводить медичний огляд, а Мастерс збирає повну історію хвороби пацієнта. Коли Мастерс дивується, чому пацієнтка не робить щось більш складне, пацієнтка каже, що вона добре запам'ятовує, але не має спеціальних навичок вирішення проблем. Будучи офіціанткою, її розум зайнятий. Заходить Хаус. Він зрозумів, що вона приймала проносні, тому що у неї запор, і запитав, чи пацієнтка незграбна. Пацієнтка це заперечує, але Хаус дивується, чому вона не повідомляє жодних подробиць. Коли Хаус натискає, на її рахунку одинадцять спотикань і падінь у 2008 році, дванадцять у 2009 році та двадцять у 2010 році. Хаус вважає, що це хвороба Паркінсона, і наказує пройти повне обстеження та лікування.
Вілсон повертається додому й бачить, що Хаус увірвався до нього додому. Він дізнався, що Сара — нова кішка Вілсона. «Травою» була котяча м'ята. У кота цукровий діабет, тому Вілсон змушений постійно давати йому інсулін. Хаус вважає, що Вілсон припинив пошуки жінки. Вілсон каже, що він просто успадкував кота від померлого сусіда. Хаус припускає, що вони можуть використати метод «мішок і річка», але Вілсон каже, що він буде утримувати її.
Мастерс дивується, звідки у пацієнтки така хороша пам'ять, і запитує, чи використовує вона якусь техніку. Однак пацієнт каже, що це просто так буває. Форман підтверджує підозру пацієнта, що пам'ять може зникнути, якщо це хвороба Паркінсона. У цей момент з'являється сестра Наді, Олена. Вона принесла ромашки, які, на її думку, були улюбленими Наді, але вона нагадала, що одного разу Надію шість разів ужалили бджоли, які ховалися в ромашках. У цей момент серце пацієнта починає прискорюватися, і Форман проводить дефібриляцію.
Аритмія виключає хворобу Паркінсона. Хаус погоджується з пропозицією Мастерс щодо синдрому подовженого інтервалу QT і замовляє стрес-тест. Однак у разі паралічу єдиний спосіб зробити це, окрім вживання ліків, — повернути сестру пацієнта назад у кімнату, щоб викликати стрес.
Хаус запитує Кадді, чому вона збрехала йому про Сару. Вона каже, що він запитав про «особу». Хаус каже Кадді, що він хвилюється: після того, як Вілсон розлучився з Бонні, він прив'язався до трилапого сіамського кота і замкнувся. Хаус був змушений дозволити коту втекти. Кадді каже йому залишити Вілсона та кота в спокої.
Надя та Олена сперечаються про ромашки, але пацієнтка не напружується. Чейз каже Мастерс розлютити пацієнта. Мастерс згадує про автокатастрофу, і вони починають сваритися. У пацієнтки починається напад стресу, вона виганяє сестру з кімнати.
Форман знаходиться в готелі Тауба, щоб навчати його, але Тауб вбиває час. Форман дивується, як він міг провалити іспит — Тауб достатньо розумний, щоб отримати 70 %, навіть не дуже намагаючись. Коли Тауб дає зрозуміти, що він не зацікавлений у навчанні, Форман розповідає йому спойлер до фільму, який він збирається дивитися.
Мастерс каже сестрі, що вони призначили пацієнтці бета-блокатори, щоб контролювати її серцевий ритм. Пацієнтка заборонила сестрі входити в кімнату і скаржиться, що пацієнтка ніколи нічого не відпускає. Сестра збирається піти, але Мастерс визнає, що вона спровокувала сварку. Сестра сердиться, що Мастерс дала її сестрі ще один спогад про сварку на згадку. Чейз приходить, і просить Мастерс щоб вона понюхала дихання пацієнта. Від неї пахне аміаком, імовірно, у неї відмовляють нирки.
Команда починає зосереджуватися на аутоімунних захворюваннях. Хаус передає Форману купу страхових паперів, тому що він дав не готуватися Таубу. Він погрожує зробити такі завдання постійним, якщо Тауб не складе іспит. Тауб розуміє, що Кадді байдуже, чи він складе іспит, а не Хаусу. Хаус замовляє стероїди та діаліз для пацієнта, а також навчання для Тауба.
Тим часом Вілсон сильно чхає, доглядаючи за своїм котом. Він приходить до Хауса, щоб звинуватити його в тому, що він підкинув щось, щоб змусити його подумати, що у нього алергія на котів. Хаус каже, що перестане турбуватися про Вілсона, якщо той прийде з ним випити.
Чейз пояснює лікування пацієнту. Пацієнтка каже, що вона виправдано виключила сестру зі свого життя, тому що вона завдала їй більше болю, ніж допомогла, і вона не здатна забути погане. Однак у пацієнтки починаються проблеми з диханням.
Цього разу Форман привозить Тауба на навчання до себе на квартиру. Форман стає жорстким і каже Таубу, що він може лише вчитися та спати, і якщо він провалить іспит, він уб'є його.
Респіраторний дистрес виключає аутоімунні захворювання. Однак Хаус помічає кропив'янку, що свідчить про алергію. Чейз каже, що це малоймовірно — їй дали стероїди. Хаус хапає один із діалізних фільтрів, розрізає його й тре об руку пацієнтки. У неї одразу виникає сип — алергія на обладнання для діалізу. Їй не можна провести діаліз, і вона, швидше за все, помре від ниркової недостатності.
Здається, єдиним варіантом є пересадка нирки від сестри, яка залишилася. Хаус вважає, що варто спробувати переконати її, і наказує Мастерс це зробити, оскільки вона стала причиною її сварки. Мастерс йде до сестри і невпевнено дає пояснення. Сестра зрештою зрозуміла, що вона говорить про донорство нирки, і погодилася на операцію.
Форман дав Таубу невелику перерву. Нарешті Тауб визнає, що не справився з тестом. Форман знову дивується, як така людина, яка звикла до тиску, як Тауб, могла не справитися. Тауб розповідає Форману, що під час першого іспиту він отримав ідеальний бал. Коли проходив іспит, він зрозумів, що це лише покаже, наскільки він провалився. Форман каже йому не нервувати, але Тауб каже йому, що він провалив іспит, хоча його життя та шлюб все ще були цілими. Форман каже Таубу, що іноді він прокидається серед ночі, хвилюючись про діагнози, але все завжди вдається.
Чейз каже пацієнтці, що її сестра пожертвує нирку. Готують обох до пересадки. Все йде добре, і Надя незабаром прокидається. Однак, як тільки вона це робить, у неї починаються напади.
Очевидно, що стероїди не діють, і всі тести на аутоімунні захворювання виявилися негативними. Хаус запитує, чи подякувала пацієнтка її сестрі. Чейз каже, що ні. Хаус каже їм дізнатися, чи буде вона дякувати. Пацієнтка сказала, що оцінює людей за хорошими та поганими вчинками, які вони роблять, але цікавиться, чи щось не підкрадається, тому що пожертвування нирки однозначно компенсувало б усе погане, що колись робила сестра. Чейз припускає порушення згортання крові. Хаус замовляє гепарин.
Тауб закінчує практичний тест, але отримує лише 54 %. Форман запевняє Тауба, що практичні тести важчі, ніж справжній іспит, але Тауб боїться, що він усе-таки не справився, хоча це була лише практика тесту. Тауб вирішує, що збирається зписати тест. Форман каже йому, що якщо він змахлює, то назавжди втратить його довіру. Форман каже йому, що він може зробити це сам, але вони все одно купують нелегальну копію тесту.
Пацієнтка все ще почувається погано. Чейз каже пацієнтці, що сестра почувається добре, і зазначає, що якщо вона дійсно зважує хороше і погане, то сестра компенсувала все погане. Хвора просить побачити сестру.
Хаус і Вілсон у барі оцінюють жінок. Вілсон бачить знайому баристу й підходить до неї, щоб поговорити з нею. Хаус стоїть осторонь і розповідає своїм фальшивим голосом Вільсона. Через хвилину Вілсон і бариста йдуть. Хаус замовляє шампанське для всіх, а потім виходить.
Пацієнтка йде до сестри, щоб подякувати їй і поговорити про те, що вони зробили. Однак під час розмови пацієнтка знову починає плакати, мовляв, не може. Чейз повертається, щоб вивезти її. Пацієнтка просить зупинитися, і Чейз вважає, що пацієнтці важко прощати людей і вона зосереджується лише на поганих спогадах. Чейз помічає, як вона ворушить зап'ястям, і просить пацієнтку покласти руку їй на коліна. У неї мимовільні рухи — хорея. Це виключає порушення згортання крові як проблему.
Хаус каже Кадді, що планує інше побачення з Вілсоном, якщо з баристою у нього не вийде. Кадді вважає, що Хаус почувається винним, тому що Вілсон самотній, а Хаус ні. Хаусу дзвонить Форман щодо хореї. Чейз підтверджує, що погані спогади пацієнта про людей витісняють хороші. Коли Мастерс пропонує ще одне обстеження будинку пацієнтки, Форман згадує, що у пацієнта багато пазлів. Це інтригує Хауса. Призначає аналіз на акантоцити.
Хаус йде до пацієнта запитати про пазли. Вона каже, що не може залишити їх незавершеними, підтверджуючи підозри Хауса. Коли Хаус пересуває свою чашку з водою, вона повертає її назад так, щоб шов був спрямований від неї. Хаус пояснює, що у неї обсесивно-компульсивний розлад, але вона це заперечує. Однак Чейз зазначає, що її накопичення спогадів є тим, як її ОКР представляє. Все в ній є симптомом більшої хвороби, синдрому Маклеода. Його не можна вилікувати, але можна стримувати. Проте, за прогнозом, вона, ймовірно, помре протягом наступних двадцяти років.
Тауб здає іспит. Тауб дає Форману свій великий телевізор за допомогу, кажучи, що для нього немає місця в його готельному номері. Форман пропонує Таубу залишитися у вільній кімнаті. Тауб погоджується.
Хворому швидко настає поліпшення. Чейз пропонує їй селективні інгібітори зворотного захоплення серотоніну для лікування ОКР. Пацієнтка вважає, що її пам'ять — це єдине, що робить її особливою. Чейз каже їй, якщо вона хоче бути особливою, вона повинна бути сама собою. Він залишає їй таблетки.
Вілсон повертається додому, щоб знайти мишу. Він хапає сковорідку, щоб убити її, але вона тікає. Хаус виходить із Сарою і каже Вілсону, що миші призначені для кота. Він також видаляє сховану амброзію, яка викликала у Вілсона алергічну реакцію. Він кидає її у вікно та жестом показує Сарі слідувати, але кіт залишається на місці. Він запитує Вілсона про баристу. Нарешті Вілсон зізнається, що просто провів її до машини. Він каже, що йому потрібно більше часу. Хаус каже, що збирається дати йому десять днів. Вілсон погоджується. Сара ловить мишку.
Сестра намагається подолати те, як з нею поводилися. Пацієнт дивиться на таблетки і нарешті приймає їх. Тауб і Форман грають у відеоігри на великому екрані. Вілсон гладить свого кота. Хаус і Кадді проводять ніч разом.

## Остаточний діагноз в серії
Остаточний діагноз — Обсесивно-компульсивний розлад через синдром Маклеода.